# Maria Jotuni

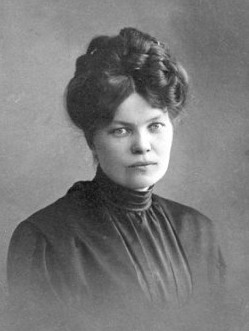
Maria Gustaava Jotuni in 1908

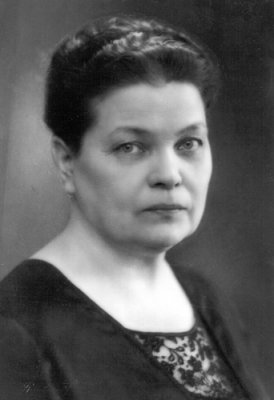
Maria Gustaava Jotuni in 1930

Maria Gustaava Jotuni, tot 1906 Haggrén geheten, vanaf 1911 Jotuni-Tarkiainen (Kuopio, 9 april 1880 – Helsinki, 30 september 1943) was een Finse schrijfster en toneelschrijfster.
Hoewel Jotuni in Finland vooral bekendheid geniet om haar roman Huojuva talo (Het wankele huis), die 20 jaar na haar overlijden verscheen, was ze een meester in het schrijven van korte verhalen en dialogen. Jotuni's eerste verhalenbundel Suhteita (Verhoudingen) verscheen in 1905, maar meer aandacht en kritiek ontving haar tweede bundel Rakkautta (Liefde), waarvan de eerste druk al snel uitverkocht raakte.
Jotuni behandelde in haar werk vooral de mens en, als feministe, in het bijzonder vrouwen en de positie van vrouwen. Daarnaast schreef ze over andere maatschappelijke misstanden, vaak met humor.
Jotuni had twee zonen, Jukka en Tuttu. De kinderen werden geboren uit haar huwelijk met Viljo Tarkiainen. De achternaam Jotuni betekent reus. Deze reuzen kwamen voor in de Noordse mythologie. Maria Jotuni is begraven op begraafplaats Hietaniemi te Helsinki.
Haar beeltenis verscheen op een postzegel in 1980.
Haar werken zijn niet in het Nederlands vertaald.